# Божанси
Божанси (фр. Beaugency) насеље је и општина у централној Француској у региону Центар (регион), у департману Лоаре која припада префектури Орлеан.
По подацима из 2011. године у општини је живело 7580 становника, а густина насељености је износила 460,79 становника/km². Општина се простире на површини од 16,45 km². Налази се на средњој надморској висини од 98 метара (максималној 118 m, а минималној 78 m).

## Демографија
| 1962. | 1968. | 1975. | 1982. | 1990. | 1999. | 2011. |
| ----- | ----- | ----- | ----- | ----- | ----- | ----- |
| 4.401 | 5.530 | 6.534 | 7.190 | 6.917 | 7.106 | 7.580 |

График промене броја становника у току последњих година